# یو های
یو های (انگلیسی: Yu Hai؛ زادهٔ ۴ ژوئن ۱۹۸۷) یک بازیکن فوتبال اهل جمهوری خلق چین است.
از باشگاه‌هایی که در آن بازی کرده‌است می‌توان به باشگاه فوتبال گوئیژو رن و باشگاه فوتبال ویتس‌آرنهم اشاره کرد.